# Villa Corzo
Villa Corzo é um município do estado de Chiapas, no México.